# Película de 35 mm
La película de 35 mm es el formato de negativo o película fotográfica más utilizado, tanto en cine como en fotografía, que se mantiene relativamente sin cambios desde su introducción en 1892 por William Dickson y Thomas Edison, que usaron material fotográfico proporcionado por George Eastman. Su nombre viene de que el negativo es cortado en tiras que miden 35 milímetros de ancho y, según la norma, debe llevar cuatro perforaciones por cuadro o fotograma en ambos lados, para que la película se reproduzca a 24 fotogramas por segundo.
Una gran variedad de calibres, en su mayoría patentados, fueron usados en numerosas cámaras y sistemas de proyección desarrollados independientemente a finales del siglo XIX y a principios del siglo XX, desde los 13 mm a los 75 mm. La película de 35 mm fue finalmente reconocida como la medida estándar internacional en 1909 y se ha mantenido largamente como el formato de película dominante para la creación y proyección de imágenes, a pesar de las amenazas de calibres más pequeños y más grandes, y de formatos novedosos, porque su tamaño permite una relativamente buena relación entre el costo del material fotográfico y la calidad de la imagen capturada. Adicionalmente, la amplia disponibilidad de los proyectores de 35 mm en las salas comerciales logró que durante muchas décadas fuese el único formato de película reproducible en casi cualquier cine en el mundo.
Este calibre es extraordinariamente versátil en sus aplicaciones. En los últimos cien años se ha modificado para incluir sonido, rediseñado para crear una base de la película más segura, formulado para capturar color; ha contenido multitud de formatos de pantalla ancha (widescreen) e incorporado información de sonido digital en casi todas sus áreas que no tienen marcos. Desde el comienzo del siglo XXI, la fabricación de la película de 35 mm se convirtió en un duopolio entre Eastman Kodak y Fujifilm. Sin embargo, en 2012 Fujifilm anunció su intención de abandonar la producción de celuloide en analógico para centrarse en lo digital, dejando a Kodak como única compañía productora de cinta de celuloide. Ante el riesgo de la desaparición de este formato analógico, un grupo de directores de cine (Christopher Nolan, Quentin Tarantino, Judd Apatow, Martin Scorsese y J.J. Abrams) pusieron en marcha una campaña de defensa de este sistema, apoyando de esta forma a la compañía Kodak, que ha sufrido un descenso del 96% de sus ventas tras la irrupción del formato digital y afronta un serio riesgo de cierre, en lo que supondría el fin definitivo del formato cinematográfico de 35 mm.

## Historia reciente
En 1880 George Eastman comenzó a fabricar placas fotográficas de gelatina seca en Rochester, Nueva York. Junto con W.H. Walker, Eastman inventó un sostenedor para un rodillo de papel revestido de capa de gelatina. La invención de Hannibal Goodwin de la base de película nitrocelulosa, en 1887, fue la primera película transparente y flexible; en los años siguientes, Émile Reynaud desarrolló el primer film stock perforado.
Sin embargo, Eastman fue la primera gran empresa que lanzó la producción en masa de estos componentes, cuando en 1889 notó que la emulsión de solución gelatinosa de bromuro podía ser aplicada a esta base clara eliminado así el papel.

## Innovaciones sonoras

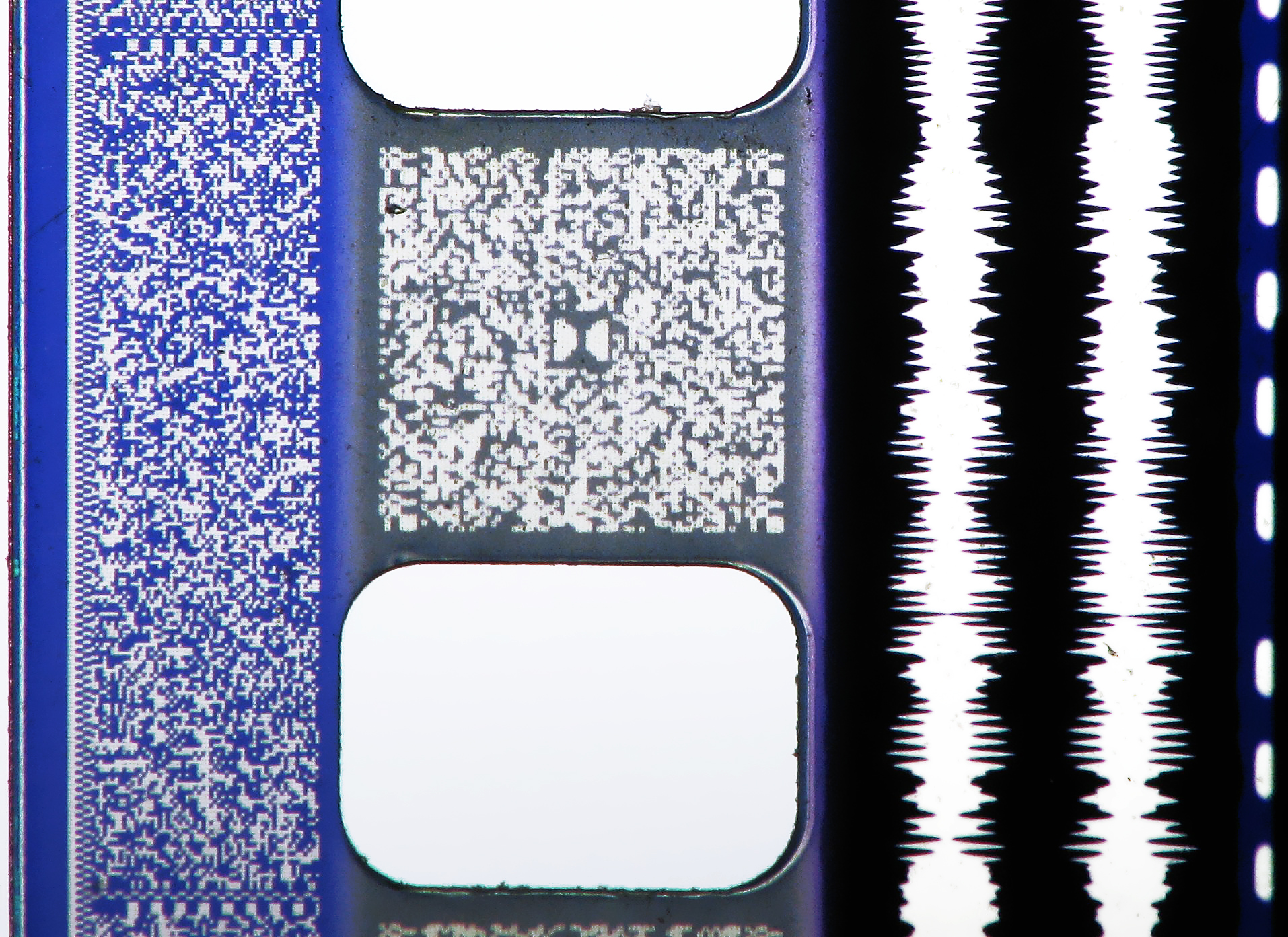
Fotografía de un segmento impreso, nos muestra los cuatro formatos de audio (o "pista cuádruple")- De Izquierda a derecha, SDDS (área azul a la izquierda de los agujeros grandes), Dolby Digital (zona gris entre los agujeros dentados), sonido analógico (las dos líneas blancas a la derecha de la pista Dolby Digital), y el código de tiempo para DTS (la línea punteada a la derecha de la pista analógica.).

Durante la década de años 1990 se introdujeron hasta 3 sistemas digitales de sonido para la película de 35 mm: el Dolby Digital, que se almacena entre las perforaciones del filme, el SDDS, situado en dos líneas redundantes por los márgenes de la película pasadas las perforaciones, y finalmente el DTS en el que la información de sonido se almacena en discos compactos por separado que se leen a través de la línea de los tiempos. Como todos estos formatos pueden aparecer en varias partes del filme, una película puede contener todos, permitiendo una mejor distribución por todas las salas.
La tecnología de la pista óptica analógica también ha cambiado: a principios del siglo XXI, los distribuidores sustituyeron las bandas sonoras aplicadas, que eran muy contaminantes, por otros de ópticas tintadas de color cian. Debido a que las luces de excitación incandescentes tradicionales producen abundantes cantidades de luz infrarroja y las pistas de color cian no absorbían la luz infrarroja, los cines se vieron obligados a reemplazar la luz excitadora incandescente con un LED rojo de colores complementarios o con un láser. Estos excitadores LED o láser son compatibles con las pistas más antiguas.
Para facilitar este cambio, se distribuyeron impresiones conocidas como "high magenta". Estas impresiones usaban una banda sonora de plata que se imprimía en la capa de colorante magenta. El resultado fue una banda sonora óptica, con bajos niveles de distorsión sibilante (modulación cruzada), en ambos tipos de soportes.

## Declive
Hay un período de transición entre los años 2005 y 2015. La rápida conversión de la proyección digital ha causado que las salas de cine hayan sustituido los proyectores de 35 mm por otros digitales. A mediados del año 2010, la mayoría de salas en todo el mundo ya se habían digitalizado, aunque algunas todavía siguen funcionando analógicamente, de la misma manera que existe un mercado para los más entusiastas de este formato.

## Ascenso
A finales de la década de 2010, el uso de películas de 35 mm y fotografía analógica aumentó gradualmente.
El negocio cinematográfico de Kodak creció un 21% en 2019. Este hecho se debe al auge de que los directores de cine prefieren rodar películas analógicas. Por ejemplo, Christopher Nolan filmó "Interstellar" en IMAX de 70 mm y 35 mm, mientras que "The Hateful Eight" de Tarantino fue filmada en 65 mm. Otros directores han optado por combinar lo digital con lo analógico con películas como Spider-Man 2, Underworld y Gravity. [22]